# Kommunister. Andra boken
Kommunister. Andra boken är en bok från 1980 skriven av C.-H. Hermansson, i intervjuform om människorna som byggt upp det kommunistiska partiet i Sverige. Boken är en uppföljare till Kommunister. Första boken.